# Дзежгонь (гмина)
Дзежгонь (пол. Dzierzgoń) — городско-сельская гмина (волость) в Польше, входит как административная единица в Штумский повет, Поморское воеводство. Население — 9603 человека (на 2004 год).

## Демография
| Перепись                       | Всего   | Всего | Женщины | Женщины | Мужчины | Мужчины |
| ------------------------------ | ------- | ----- | ------- | ------- | ------- | ------- |
| Единицы                        | человек | %     | человек | %       | человек | %       |
| Население                      | 9603    | 100   | 4830    | 50,3    | 4773    | 49,7    |
| Плотность населения (чел./км²) | 73,1    | 73,1  | 36,8    | 36,8    | 36,3    | 36,3    |

## Соседние гмины
1. Гмина Маркусы
2. Гмина Миколайки-Поморске
3. Гмина Рыхлики
4. Гмина Старе-Поле
5. Гмина Стары-Дзежгонь
6. Гмина Стары-Тарг